# Sebevražedné bombové útoky na kasárny mírových sil v Bejrútu
Sebevražedné bombové útoky na kasárny mírových sil v Bejrútu byly spáchány dne 23. října 1983. Jednalo se o dva velké sebevražedné atentáty namířené proti sídlům amerických a francouzských mírových sil umístěných v Bejrútu po skončení libanonské války v roce 1982. Útoky si celkově vyžádaly 307 obětí, z tohoto počtu 241 mrtvých tvořili američtí a 58 francouzští vojáci. Pachatelé nebyli nikdy jednoznačně identifikováni.

## Pozadí útoků
Po izraelské invazi v roce 1982 byly do Libanonu vyslány mezinárodní mírové síly, které měly dohlížet na stahování poražených jednotek Organizace pro osvobození Palestiny. Největší kontingent poslaly do Libanonu Spojené státy (1800 vojáků), které si své ústředí založili na bejrútském mezinárodním letišti na jižním předměstí Bejrútu a Francie (1500 vojáků) s ústředím v západní části Bejrútu. Tyto vojenské jednotky však místní, převážně šíitské muslimské obyvatelstvo, vůbec nevnímalo pozitivně a považovalo je „jen za další frakci v Libanonské válce, která navíc stála na straně Izraele a vládnoucí křesťanské menšiny“. Nenávist místního obyvatelstva vzrostla po několika incidentech, při nichž americké mírové síly omylem usmrtily několik muslimských civilistů.
Útoky proti Američanům se v Libanonu stále stupňovaly, což vyvrcholilo dne 18. dubna 1983, kdy byl spáchán útok na americkou ambasádu v Bejrútu, který si vyžádal přes 60 mrtvých.

## Útoky

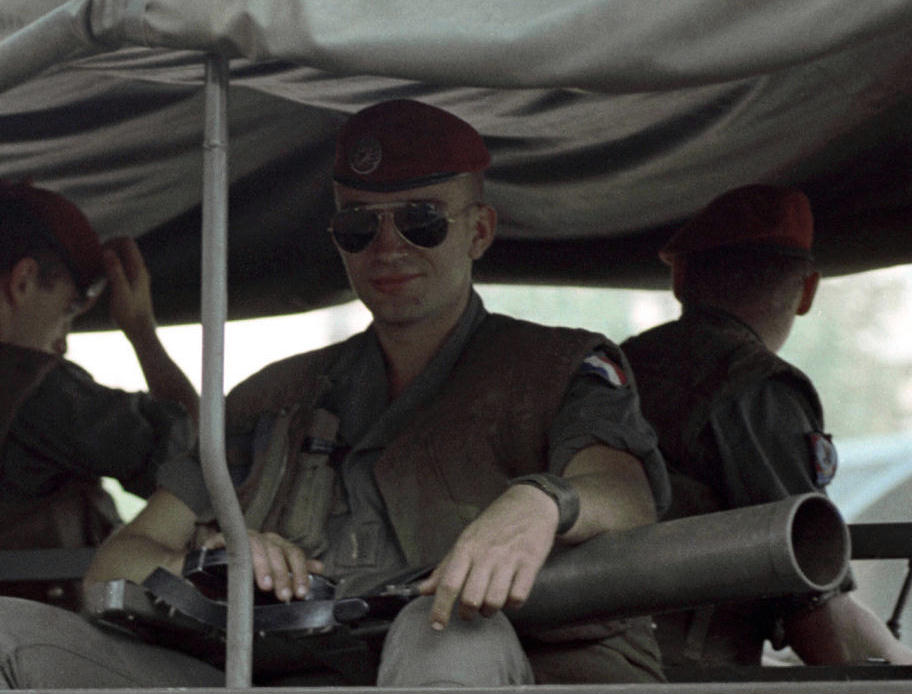
Francouzští výsadkáři během přesunu do svých kasáren (1. duben 1983)

23. října 1983 přibližně v 6.20 ráno prorazil žlutý kamion ostnatý drát obklopující areál bejrútského mezinárodního letiště, v němž se nacházela budova místního velitelství námořní pěchoty USA. Kamion následně provedl okruh po otevřeném parkovišti, nabral rychlost, prorazil několik dalších zátarasů a vjel přímo do vestibulu uvnitř budovy. Strážní hlídky před budovou nestihly vůbec zareagovat. Sebevražedný atentátník odpálil v kamionu výbušniny, jejichž síla byla rovna výbuchu 5400 kg TNT. Obrovský výbuch čtyřpatrovou budovu zcela zničil. Jen o dvě minuty později a 6 km dále postihl podobný útok kasárny francouzských výsadkářů v západním Bejrútu. Zde sebevražedný atentátník navedl kamion naložený výbušninami do podzemní garáže pod 8-patrovou budovou kasáren, která byla zcela srovnána se zemí.
Výbušný mechanismus v kamionech tvořily pravděpodobně lahve propanu, butanu nebo acetylenu uložené v blízkosti blíže neznámé konvenční výbušniny. Tato kombinace vytvořila extrémně ničivý efekt exploze, založený na principu amatérské termobarické bomby.

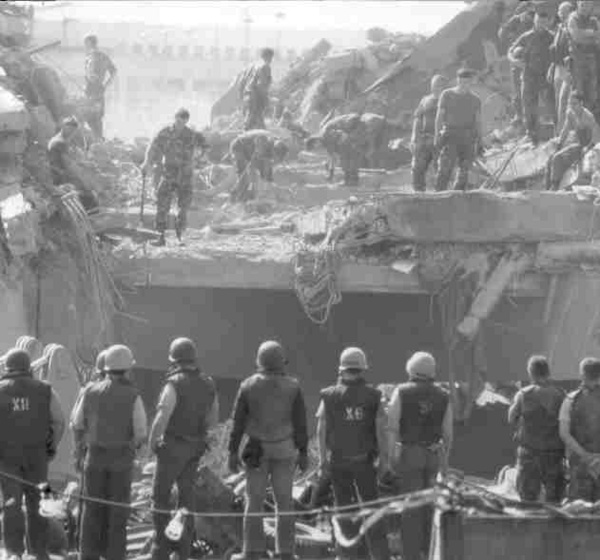
Záchranářské práce v amerických kasárnách po útoku

První útok si vyžádal celkem 241 mrtvých amerických vojáků, z toho bylo 220 příslušníků námořní pěchoty (mariňáků). To představuje největší ztrátu americké armády v průběhu jednoho dne od války ve Vietnamu a největší ztrátu americké námořní pěchoty od 2. světové války. Jde také o největší teroristický útok spáchaný proti Američanům v zahraničí vůbec. Druhý útok si vyžádal smrt 58 francouzských výsadkářů, 15 z nich bylo zraněno. Pro Francii jde o největší vojenskou ztrátu od alžírské války.
Kromě zmíněných vojáků a dvou atentátníků zahynulo i 6 civilistů (1 muž při prvním útoku, žena a 4 děti při druhém), celkový počet mrtvých při útocích se tedy vyšplhal na 307, což jej činí jedním z nejhorších teroristických útoků v historii.

## Pátrání po pachatelích a následky

Tehdejší americký prezident Ronald Reagan vzdává spolu s manželkou Nancy poslední hold americkým obětem

K zodpovědnosti za útok se ve dni následujícím po útocích přihlásilo několik šíitských militantních skupin, mezi nimi např. i dosud neznámé Svobodné islámské revoluční hnutí. Která ze skupin konkrétně za útoky stála však není dodnes jasné, protože ve všech případech šlo o „doznání“ prostřednictvím anonymních telefonátů. Americká vláda se domnívá, že mohlo jít o milice, z nichž se později vytvořilo hnutí Hizballáh. Dva roky po útocích obvinila americká vláda ze zorganizování útoku jednoho ze zakladatelů Hizbaláhu, Imada Mughnyiaha. Ten však nebyl nikdy dopaden a dne 12. února 2008 byl zabit v Sýrii nástražnou bombou, kterou někdo umístil do jeho automobilu.
Jako odplatu za útoky uskutečnila Francie několik leteckých náletů na pozice domnělých pachatelů v Libanonu. Američané oficiálně žádná vojenská odvetná opatření neučinili, dne 8. března 1985 však v Bejrútu vybuchla před domem prominentního šíitského klerika šejka Muhammada Hussein Fadlallaha, který byl rovněž podezřelý ze zosnování útoků, velká nálož. Útok na jeho dům si vyžádal celkem 80 obětí a bylo prokázáno, že byl sponzorován CIA, pravděpodobně jako odveta za útoky na kasárna.
Teroristické útoky z 23. října 1983 vedly mimo jiné k urychlení stahování mezinárodních mírových sil z Libanonu. Poslední američtí vojáci opustili Libanon již v únoru 1984, zbytek mírových sil odešel v dubnu téhož roku.